# Salut à toi, pays de nos aïeux
La Terre de nos Aïeux est l'hymne national de la République Togolaise. Adopté en 1960, à la veille de l'indépendance du pays, il est officiellement reconnu par l'article 4 de la Constitution du Togo. La musique a été composée par Alex Casimir-Dosseh, tandis que les paroles, empreintes de patriotisme et de lyrisme, sont également de son auteur. Cet hymne est un appel vibrant à l’unité nationale, à la paix et à la liberté, exaltant les valeurs culturelles et historiques du Togo ainsi que la fierté de son peuple.

## Histoire
Adopté en 1960 lors de l'indépendance du Togo, "Terre de nos aïeux" est resté l'hymne national du pays. Cet hymne est profondément patriotique, reflétant l'unité et la dignité du peuple togolais. Les paroles et la musique ont été composées par Alex Casimir-Dosseh, avec une contribution poétique de Monseigneur Robert Casimir Dosseh-Anyron, qui a enrichi le texte de sa touche lyrique.
Entre 1979 et 1992, sous le régime à parti unique du Rassemblement du Peuple Togolais (RPT), "Terre de nos aïeux" a été remplacé par un autre hymne intitulé "L'unité nationale". Ce changement visait à renforcer l'unité nationale sous l'égide du parti unique. Cependant, en 1992, avec le retour au multipartisme, "Terre de nos aïeux" a été rétabli en tant qu'hymne national, symbolisant le retour aux valeurs originelles de la nation togolaise.
En 2018, lors des commémorations en l'honneur d'Alex Casimir-Dosseh et de Monseigneur Robert Casimir Dosseh-Anyron, des hommages ont été rendus pour reconnaître leur contribution significative à la création de l'hymne national. Ces célébrations ont mis en lumière l'importance de l'hymne dans l'histoire et l'identité togolaises, rappelant son rôle dans la promotion de l'unité et du patriotisme au sein de la nation.

## Utilisations et coutumes
L'hymne national togolais, "Terre de nos aïeux", est un symbole fort de mémoire et d'unité pour le pays.
Lors de son exécution, il est de coutume que tous les participants se lèvent en signe de respect. Les personnes en uniforme effectuent un salut militaire dès les premières notes de l'hymne. Les civils, quant à eux, se tiennent debout, droits, les bras le long du corps, en signe de respect envers les symboles nationaux.
L'hymne est joué lors de cérémonies officielles, de célébrations nationales et d'événements spéciaux.
Il est également d'usage que le drapeau soit hissé de manière synchronisée avec la durée de l'hymne, atteignant le sommet du mât à la dernière note. Cette coordination symbolise l'harmonie et l'unité nationale.
Ces pratiques visent à renforcer le sentiment patriotique et à honorer les symboles de la République togolaise, rappelant à chaque citoyen son devoir envers la nation. 

## Paroles
L'hymne national togolais, "Terre de nos aïeux", se compose de trois couplets. Lors des événements publics et officiels, il est courant que seul le premier couplet soit interprété. Les deuxième et troisième couplets sont moins fréquemment chantés et sont souvent moins connus du grand public.

### Paroles en français
Salut à toi pays de nos aïeux,

Toi qui les rendais forts, paisibles et joyeux,

Cultivant vertu, vaillance,

Pour la postérité.

Que viennent les tyrans, ton cœur soupire vers la liberté,

Togo debout, luttons sans défaillance,

Vainquons ou mourons, mais dans la dignité,

Grand Dieu, toi seul nous as exaltés,

Du Togo pour la prospérité,

Togolais viens, bâtissons la cité.

Dans l'unité nous voulons te servir,

C'est bien là de nos cœurs, le plus ardent désir,

Clamons fort notre devise,

Que rien ne peut ternir.

Seul artisan de ton bonheur, ainsi que de ton avenir,

brisons partout les chaînes de la traîtrise,

Et nous te jurons toujours fidélité,

Et aimer servir, se dépasser,

Faire encore de toi sans nous lasser,

Togo chéri, l'or de l'humanité.

Salut, Salut à l'Univers entier

Unissons nos efforts sur l'immense chantier

D'où naîtra toute nouvelle

La Grande Humanité

Partout au lieu de la misère, apportons la félicité.

Chassons du monde la haine rebelle

Finis l'esclavage et la Captivité

A l'étoile de la liberté,

Renouons la solidarité

Des Nations dans la fraternité.

### Paroles en Ewe
Mie dogbe na wò tɔ gbui wo nyigbã

Wòe na nutifafa ŋusē kple dzidzo wo

Wòe de kalē kple vudɔdɔ

Dzidzime vi wo me

Ne ŋutasē la wo va hã wò la wò dzidi ablɔɖe

Togo tsitre mi na mia ʋli nusētɔe

Mia ɖudzi alo mia ku boŋ kple bubu

Mawu gã wò koe do mi ɖedzi

Be Togo na yi ŋgo dedie la

Togo vi va Mia tu denyigbã la,.

### Paroles en Kabiyè
Ɖɩsɛɣ-ŋ ɖeu  ɖɔ-cɔzɔnaa tɛtʋ

Ñɔ-yɔɔ paawɛ ɖoŋ, hɛzɩyɛ n' laŋhʋlʋmɩyɛ 

Ŋha-wɛ kɩbandʋ nɛ abalɩtʋ,

Se ɖɛ-sɛyɩnaa kɛkpɛlɛkɩ-tʋ

Awiyaa kañadɩnaa ɛɩɩkpaɣ-ŋ sɔɔndʋ, pɛɛyɛɛ lila kam ña-laŋgɩ;yɛ taa

Togo kʋyɩ ŋsɩŋ, ɖʋlʋkɩ -ñɔ-yɔɔ kaalɛyitʋ

Paa ɖɩwaba yaa ɖɩdawa, ɖɩwɛna ɖadɩ ñamtʋ

'Sɔ sɔsɔ ñe-ɖeke ŋseɣtiɣna-ɖʋ

Se Togo ewobina ɛ̀sɩndaa

Togo pɩɣa kɔɔ nɛ ɖɩma ɛ-ɛjaɖɛ.